# Coriolan Suciu
Coriolan Suciu (n. 19 decembrie 1895, Ciugudu de Jos, România – d. 27 ianuarie 1967, Cluj, România) a fost un profesor, preot greco-catolic și istoric român. A studiat la Budapesta și Cluj și s-a specializat la Paris.
Coriolan Suciu a urmat studii gimnaziale (1906-1914) și teologice (1914-1917) la Blaj; studii de Istorie și Limba latină la Budapesta și Cluj (1917-1919), specializare la Paris (1921-1922), doctorat în istorie la Cluj (1922). Coriolan Suciu a fost profesor și director la Liceul „Sf. Vasile” din Blaj, precum și director al școlii de ucenici, iar apoi al Școlii Normale. A fost profesor și director, un timp, al Liceului confesional român unit „Inocențiu Micu-Klein” din Cluj. Preot, protopop onorar, colaborator extern la Institutul de Istorie și Arheologie din Cluj. A publicat felurite lucrări privind Istoria Transilvaniei.
Dr. Coriolan Suciu a fost un harnic colaborator la revistele greco-catolice din Blaj, „Unirea Poporului” și „Cultura Creștină”, precum și în unele publicații din Cluj, precum „Școala de Mâine”, „Gând Românesc”, „România Nouă”, dar și la „Transilvania” de la Sibiu și la altele. În perioada când a fost director a publicat „Anuarele Școlii Normale” și ale Liceului „Sf. Vasile” din Blaj. A încetat din viață la 27 ianuarie 1967 la Cluj, fiind înmormântat în Cimitirul Central cunoscut și sub numele de Hajongard.

## Lucrări
- Misionari greco-catolici în Valahia (1818-1829), Blaj 1934;
- Cum a fost pregătit 3/15 mai 1848, Blaj, 1925;
- Blajul, Brașovul și Mureșenii, în: „Cultura Creștină”, an XIV, 1925;
- Corespondența lui Ioan Maniu cu Simion Bărnuțiu, 1851-1864, Blaj, 1929;
- Un erou din 1848, protopopul Ștefan Moldovan din Mediaș, Blaj, 1933;
- Crâmpeie din procesul dintre profesorii de la Blaj și episcopul Lemenyi (1843-1846), Blaj, 1938;
- Județul Târnava Mică, monografie publicată de prefectura județului, sub îngrijirea lui C.S., Blaj, 1943;
- Arhiereii Blajului. Ctitori de școli naționale, Blaj, 1944;
- Dicționar istoric al localităților din Transilvania, 2 v., Iași, Editura Academiei Republicii Socialiste România, 1967-1968.